# Czarnoksiężnik (singel Zenona Jarugi)
Czarnoksiężnik – singel polskiego piosenkarza Zenona Jarugi, nagrany w 1947 dla poznańskiej wytwórni Melodje Mieczysława Wejmana.
Utwór nagrany na stronie A jest tangiem, kompozycją Zygfryda Czerniaka (naklejka na płycie podaje: A. Czerniak). Według tej samej naklejki autorami słów są: Miedziański i Kuroczko. 
Dariusz Michalski w książce „Piosenka przypomni ci...” podaje pełne brzmienia nazwisk: Edward Miedziański
i Tadeusz Kuroczko. Informuje również (s.203), że właściwe nazwisko autora tekstu to: Czesław Liberowski.
Zenonowi Jarudze towarzyszyła podczas nagrania orkiestra Adama  lub (według innych źródeł) Andrzeja Jastrzębskiego, w której na gitarze elektrycznej grał Jan Ławrusiewicz.
Na stronie B tej płyty nagrane zostało tango „Zegar”, wykonane przez tych samych artystów.
10-calowa monofoniczna płyta, odtwarzana z prędkością 78 obr./min. wydana została przez wytwórnię Mewa, ale pod 
marką Melodje 153 (numery matryc: 47445, 47446).

## Lista utworów
1. „Czarnoksiężnik” (muz. Z. Czerniak)
2. „Zegar” (muz. A. Jarek, Mach; sł. Tina Dolecka – pseud. Janiny Gillowej[4])

## Inne nagrania
„Czarnoksiężnik” został nagrany również przez innych wykonawców (mniej więcej w tym samym czasie). Byli nimi Zbigniew Rawicz i Mieczysław Fogg. Wiele lat później pojawiły się wersje Orkiestry Ulicznej z Chmielnej (1976) czy Zespołu Studia M2 pod dyrekcją Bogusława Klimczuka.